# Chimères (bande dessinée)
Pour les articles homonymes, voir Chimère.
Chimères est une série de bande dessinée scénarisée par Thomas Mosdi et dessinée par Béhé.
Elle comprend trois albums, publiés aux éditions Vent d'Ouest.

## Albums
- Aphrodite, 2003.
- Athena, 2005[1].
- Bellérophon, 2007[2].

### Documentation
- Joseph Béhé (int. par Frédéric Vidal), « Béhé fraternité », BoDoï, no 61,‎ mars 2003, p. 18.